# Pilostyles palmeri
Pilostyles palmeri är en tvåhjärtbladig växtart som beskrevs av Joseph Nelson Rose. Pilostyles palmeri ingår i släktet Pilostyles och familjen Apodanthaceae. Inga underarter finns listade i Catalogue of Life.